# VPI
VPI (англ. Virtual Path Identifier) — идентификатор виртуального пути в технологии ATM (Asynchronous Transfer Mode).
Идентификатор VPI используется для указания, какому виртуальному маршруту принадлежит виртуальный канал. 8-битное (для пакетов пользователь-сеть) или 12-битное (для пакетов сеть-сеть) поле заголовка пакета ATM.
VPI вместе с VCI используется для определения следующего места назначения ячейки при прохождении нескольких ATM свитчей.